# Héhalom
Héhalom – wieś i gmina w północnej części Węgier, w pobliżu miasta Pásztó.
Miejscowość leży na obszarze Średniogórza Północnowęgierskiego i należy do powiatu Pásztó, wchodzącego w skład komitatu Nógrád.
Gmina Héhalom liczy 1011 mieszkańców (2009) i zajmuje obszar 18,67 km².